# Eisarena Salzburg
Die Eisarena Salzburg ist eine multifunktionelle Eissporthalle, die im Auftrag der Stadt Salzburg im Jahr 1960 erbaut wurde. Sie ist die Heimspielstätte des EC Red Bull Salzburg, einem Eishockeyverein der Erste Bank Eishockeyliga, der DEC Salzburg Eagles aus der höchsten Damenspielklasse und der Elite Women’s Hockey League antritt, sowie der EC Oilers Salzburg. 
Entworfen wurde die heutige Eisarena vom Architekten Heinz Hochhäusl als reine Kunsteisbahn im Salzburger Volksgarten. In den Jahren 2002 und 2003 erfolgte, mit Hilfe des EC Red Bull Salzburg-Hauptsponsors Red Bull und dessen Mäzen Dietrich Mateschitz, der Umbau zu einer Mehrzweckhalle. Die Halle ist 80 Meter breit, 60 Meter tief und 13,5 Meter hoch. Sie bietet bei Eishockeyspielen Platz für 3.500 Besucher, bei anderen Veranstaltungen aber auch bis zu 6.800. Die Eisarena verfügt über zwei zusammen 3.600 Quadratmeter große Eisflächen, wobei sich eine der beiden im Freien befindet.
Ab 2005 trug der EC Red Bull Salzburg dort das Red Bulls Salute, ein saison-vorbereitendes und international besetztes Eishockey-Einladungsturnier aus.